# Chris Köver

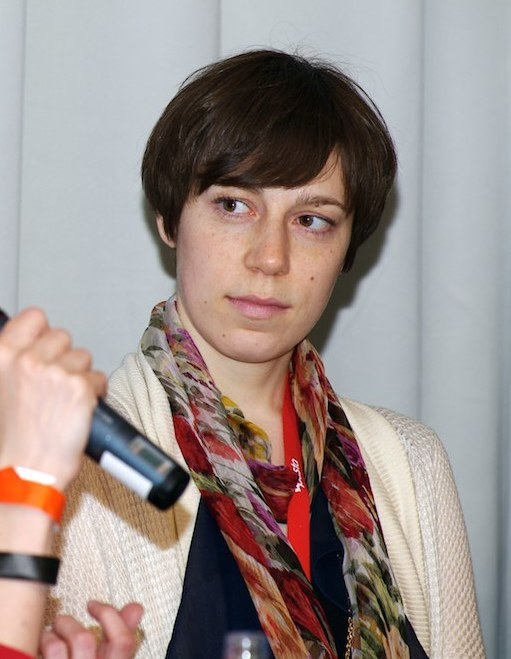
Chris Köver (2010)

Chris Köver (* 1979) ist eine deutsche Journalistin und Feministin. Sie ist Mitbegründerin und Mitherausgeberin der seit Oktober 2008 erscheinenden feministischen Zeitschrift Missy Magazine. Seit 2018 arbeitet sie hauptberuflich in der Redaktion von netzpolitik.org.

## Leben
Köver studierte ab 1999 in Lüneburg und Toronto Angewandte Kulturwissenschaften und Cultural Studies. Sie absolvierte von 2006 bis 2008 bei Zeit Online ein Volontariat. 2008 gründete sie gemeinsam mit Stefanie Lohaus und Sonja Eismann das Missy Magazine und arbeitete weiter als freie Autorin, unter anderem für Die Zeit, Zeit Campus und Neon. Sie schrieb über Popkultur sowie Netzkultur und neue Technologien.
2012 veröffentlichte Chris Köver zusammen mit Sonja Eismann das Buch Mach's selbst – Do it yourself für Mädchen. Darin geht es um praktische oder technische Tipps zu Dingen im Alltag, die man selbst machen kann, zum Beispiel eine Band gründen, einen Garten anlegen oder ein Blog schreiben. 2013 erschien Glückwunsch, du bist ein Mädchen!.
2014 war Chris Köver mit einem Burns-Stipendium für drei Monate in den USA. Ab 2015 war sie Redakteurin der deutschsprachigen Ausgabe von WIRED, 2018 wechselte sie zu netzpolitik.org. Ihr Themen dort: staatliche und private Überwachung, künstliche Intelligenz, Digitale Gewalt und die Überwachung von Geflüchteten.

## Veröffentlichungen (Auswahl)
- (mit Sonja Eismann und Daniela Burger) Hack's selbst! Digitales Do it yourself für Mädchen. Beltz & Gelberg, Weinheim/Basel 2015, ISBN 978-3-407-75410-3
- (mit Sonja Eismann) Glückwunsch, du bist ein Mädchen! Eine Anleitung zum Klarkommen. Beltz & Gelberg, Weinheim/Basel 2013, ISBN 978-3-407-75368-7.
- (mit Sonja Eismann) Mach's selbst. Do it yourself für Mädchen, Beltz & Gelberg, Weinheim/Basel 2012, ISBN 978-3-407-75363-2.
- Mythisches Girlie, sexy Retterin. Buffys Heldinnen-Performance als narrativer Drag. In:  Tanja Thomas,  Steffi Hobuß, Merle-Marie Kruse,  Irina Hennig (Hrsg.): Dekonstruktion und Evidenz: Ver(un)sicherungen in Medienkulturen. Ulrike Helmer Verlag, Sulzbach/Taunus 2011, ISBN 978-3-89741-318-4, S. 66–89.[6]

## Auszeichnungen
- 2021 Journalistenpreis Informatik der Staatskanzlei des Saarlandes[7]
- 2024 Grimme Online Award für die Podcastreihe „Systemeinstellungen“ von netzpolitik.org[8]
- 2025 Rainer-Reichert-Preis für den Podcast „Link-Extremismus“[9]